# Lac Beloïe (Nijni Novgorod)
Pour les articles homonymes, voir Lac Beloïe.
Le lac Beloïe (en russe : Белое озеро, Beloïe ozero) est un petit lac de l'oblast de Nijni Novgorod, en Russie, qui se trouve dans les bois du village de Bolotnikovo. Son nom signifie « Lac blanc » en français.
Situé dans une région karstique, il a disparu au printemps 2005, ne laissant plus que la couche de glace posée au fond et un cratère d'une vingtaine de mètres de diamètre. Il a été suggéré que la fonte des neiges a fait grossir les rivières souterraines et l'érosion a alors facilité sa vidange. Dans les semaines suivantes, les éboulis ont refermé le cratère et le lac a commencé à se remplir à nouveau.
Les pêcheurs venaient pêcher les carpes et les carassins. Après sa disparition, ces poissons de lac ont été retrouvés dans la rivière Oka qui coule à quelques kilomètres.  À l'époque soviétique, lorsque le sovkhoze voisin tournait à plein régime, les poissons étaient contaminés par les pesticides.